# 17501 Tetsuro
17501 Tetsuro è un asteroide della fascia principale. Scoperto nel 1992, presenta un'orbita caratterizzata da un semiasse maggiore pari a 2,2643579 UA e da un'eccentricità di 0,1523302, inclinata di 6,15595° rispetto all'eclittica.
È dedicato a Tetsuro Fukushi, astronomo dilettante giapponese nonché insegnante di astronomia.